# Jungstadt

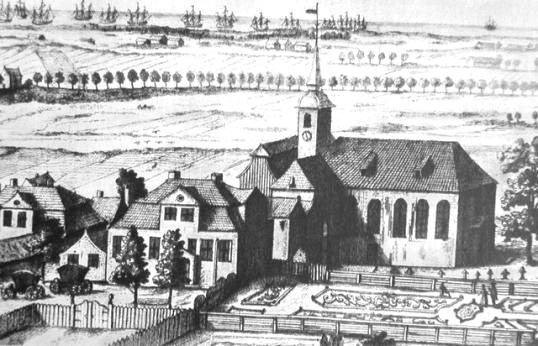
Kapelle Aller Engel, 18. Jahrhundert

Die Jungstadt (polnisch Młode Miasto)  war eine selbstständige Stadt im Gebiet des heutigen Danzig von 1380 bis 1454.

## Lage
Die Jungstadt befand sich an der Weichsel nordwestlich der Altstadt. Das Gebiet liegt im heutigen Stadtteil Młyniska. Es gibt keine erhaltenen Gebäude. Die genaue Lokalisation der Bauten und der Stadtgrenzen ist nicht bekannt.

## Geschichte
Jungstadt 1380-1454
Wann die Siedlung entstand, ist nicht bekannt. 1308 hatte der Deutsche Orden das Gebiet um Danzig erobert. 1380 erhielt die Jungstadt das  Stadtrecht nach lübischem Recht, wie zuvor schon die Neu- und die Altstadt Danzig. Dies ist auch ihre älteste erhaltene Erwähnung. Es gab eine St.-Bartholomäuskirche (1402 erwähnt), ein Rathaus, eine Schule, ein Karmelitenkloster (1399 erwähnt), ein Jakobsspital und ein Spital Aller Engel. Die Jungstadt war wahrscheinlich nicht befestigt, obwohl die Erlaubnis dafür durch den Deutschen Orden erteilt worden war.
Die Bürger stammten zum Teil aus den Familien der Alt- und Neustadt Danzig. Sie waren meist Handwerker oder Kaufleute. Wahrscheinlich gab es in der Jungstadt etwa 2.000 Einwohner in etwa 250 Häusern.
1337 wurde die Stadt durch Hussiten teilweise beschädigt. 1440 trat sie nicht dem Preußischen Bund bei, der sich gegen den Deutschen Orden gebildet hatte. Dieses verschlechterte  das Verhältnis zu den beiden Danziger Nachbarstädten erheblich.
Ab 1455 wurde die Jungstadt nach der Unterstellung des westlichen Preußen unter den polnischen König durch die Ratsherren der Alt- und der Neustadt Danzig aufgelöst. Die Bartholomäuskirche und das Karmeliterkloster wurden in die Altstadt verlegt, das Spital Aller Engel blieb bestehen.
 Weitere Entwicklung

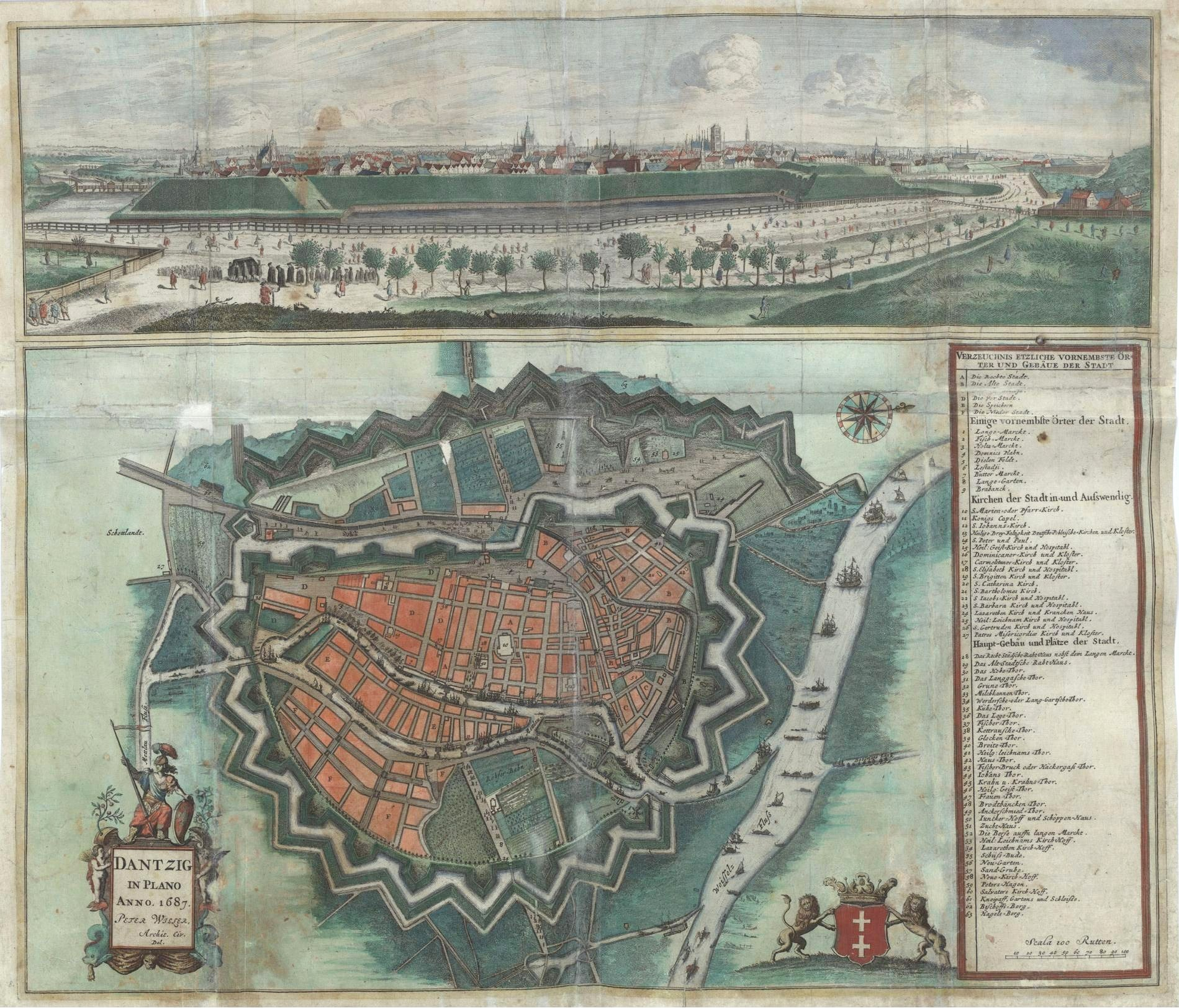
Danzig 1687, ehemalige Jungstadt im Nordwesten der Befestigungsanlagen

Seit dieser Zeit gab es dort keine Siedlung mehr. Das Gebiet wurde im 17./18. Jahrhundert in den Festungsbau Danzigs einbezogen. Im 19. Jahrhundert entstand dort die Schichau-Werft und Industrieanlagen.
Seit etwa 2000 entstehen in dem stillgelegten Industriegebiet Büro- und Gewerbehäuser, die die den Namen Młode Miasto als historische Ortsbezeichnung wiederbeleben. 2018 wurden bei archäologischen Ausgrabungen erstmals Reste eines Hauses in der ul. Rabotnicza mit einigen Fundstücken gefunden.